# Paule Ka (equipo ciclista)
El Équipe Paule Ka (código UCI: EPK) fue un equipo ciclista femenino de Suiza de categoría UCI Women's Team, máxima categoría femenina del ciclismo en ruta a nivel mundial.

## Historia
En 2020, la empresa Katusha, tras la desaparición del equipo masculino al que patrocinaba, pasó a ser copatrocinador del equipo.
Debido a los problemas económicos provocados por la pandemia de enfermedad por coronavirus, el equipo comunicó en abril de 2020 que estaba en riesgo de desaparición. El 17 de junio comunicaron que la empresa de moda francesa Paule Ka entraba como patrocinador principal hasta 2024 así como el cambio de denominación a partir del 1 de julio. Sin embargo, el 16 de octubre del mismo año anunciaron su desaparición con efecto inmediato tras los impagos del patrocinador desde el mes de agosto.

## Material ciclista
El equipo utiliza bicicletas Chapter2 y componentes Rotor.

## Clasificaciones UCI
Las clasificaciones del equipo y de su ciclista más destacado son las siguientes:
| Temporada | Clasificación por equipos | Mejor corredora  | Posición |
| 2016      | 4.º                       | Ashleigh Moolman | 12.ª     |
| 2017      | 5.º                       | Ashleigh Moolman | 8.ª      |

## Palmarés
Para años anteriores véase: Palmarés del Équipe Paule Ka.

### Palmarés 2020

#### UCI WorldTour 2020
| Fechas           | Carreras                              | Ganadora        |
| 14 de septiembre | 4.ª etapa del Giro de Italia Femenino | Elizabeth Banks |

#### UCI ProSeries 2020
| Fechas | Carreras | Ganadora |
|        |          |          |

#### Calendario UCI Femenino 2020
| Fechas        | Carreras                                    | Ganadora               |
| 25 de enero   | Gravel and Tar La Femme                     | Niamh Fisher-Black     |
| 20 de febrero | 1.ª etapa de la Setmana Ciclista Valenciana | Emma Cecilie Norsgaard |
| 23 de febrero | 4.ª etapa de la Setmana Ciclista Valenciana | Leah Thomas            |

#### Campeonatos nacionales
| Fechas        | Carreras                                            | Ganadora               |
| 16 de febrero | Campeonato de Nueva Zelanda en Ruta                 | Niamh Fisher-Black     |
| 12 de julio   | Campeonato de Suiza Contrarreloj (CRI)              | Marlen Reusser         |
| 20 de agosto  | Campeonato de la República Checa Contrarreloj (CRI) | Nikola Nosková         |
| 23 de agosto  | Campeonato de Dinamarca en Ruta                     | Emma Cecilie Norsgaard |

## Plantillas
Para años anteriores, véase Plantillas del Équipe Paule Ka

### Plantilla 2019
| Integrantes del equipo 2019              | Integrantes del equipo 2019 | Integrantes del equipo 2019                      | Integrantes del equipo 2019 |
| Corredor                                 | Fecha de nacimiento         | Equipo previo                                    |                             |
| ---------------------------------------- | --------------------------- | ------------------------------------------------ | --------------------------- |
| Martina Alzini                           | 10 de febrero de 1997       | Astana Women's Team (2018)                       |                             |
| Elizabeth Banks                          | 7 de noviembre de 1990      | UnitedHealthcare Women's Team (2018)             |                             |
| Elise Chabbey                            | 24 de abril de 1993         | Cogeas-Mettler Pro Cycling Team (2018)           |                             |
| Niamh Fisher-Black (12 de sep–31 de dic) | 12 de agosto de 2000        | Mike Greer Homes Womens Cycling Team (2019)      |                             |
| Nicole Hanselmann                        | 6 de mayo de 1991           |                                                  |                             |
| Mikayla Harvey                           | 7 de septiembre de 1998     | Team Illuminate (2018)                           |                             |
| Julie Leth                               | 13 de julio de 1992         | Wiggle High5 (2018)                              |                             |
| Emma Norsgaard                           | 26 de julio de 1999         | Team Rytger powered by Cykeltøj-Online.dk (2017) |                             |
| Nikola Nosková                           | 1 de julio de 1997          | Bepink (2018)                                    |                             |
| Maria Vittoria Sperotto                  | 20 de noviembre de 1996     | Bepink (2018)                                    |                             |
| Leah Thomas                              | 30 de mayo de 1989          | UnitedHealthcare Women's Team (2018)             |                             |
| Cecilie Uttrup Ludwig                    | 23 de agosto de 1995        | BMS BIRN (2016)                                  |                             |
| Sophie Wright                            | 15 de marzo de 1999         | NCC Group-Kuota-Torelli (2018)                   |                             |
|                                          |                             |                                                  |                             |
| Fuente: ProCyclingStats                  |                             |                                                  |                             |